# フェリックス・カトンゴ
フェリックス・カトンゴ（Felix Katongo、1984年4月18日 - ）は、ザンビアのサッカー選手。元ザンビア代表。ポジションはMF。
元ザンビア代表のクリストファー・カトンゴは実兄。

## 経歴

### クラブ
カッパーベルト州ムフリラに生まれ、ブトンゴ・ウェスタン・タイガースFCで選手となった後、フォレスト・レンジャーズFC、グリーン・バッファローズFCを経て南アフリカ共和国のジョモ・コスモスFCに加入した。その後、アンゴラのアトレティコ・ペトロレオス・デ・ルアンダを経て、フランスのスタッド・レンヌB、LBシャトールーに在籍した。その後南アフリカ共和国に復帰しマメロディ・サンダウンズFCを経てリビアのアル・イテハド・トリポリに移籍した。彼のリビアに移籍した2011年には2011年リビア内戦が勃発し、ザンビア政府が飛行機を飛ばし同国を脱出した。その後古巣のチームを転々とし、2014年6月にエジプトのアル・イテハド・アレクサンドリアに3年契約で移籍した。

### 代表
2004年にザンビア代表として初キャップを記録。その後FIFAワールドカップアフリカ予選やアフリカネイションズカップに出場した。
2012年1月にはアフリカネイションズカップ2012のメンバーに選出され、優勝を齎した。その後のアフリカネイションズカップ2013にも出場した。

## タイトル

### クラブ
グリーン・バッファローズFC
- ザンビアン・カップ: 2005

アトレティコ・ペトロレオス・デ・ルアンダ
- タッサ・デ・アンゴラ: 2012

### 代表
ザンビア
- アフリカネイションズカップ: 2012